# Дождь над нашей любовью
«Дождь над нашей любовью» (швед. Det regnar på vår kärlek) — второй фильм Ингмара Бергмана по пьесе Оскара Бротена «Хорошие люди».

## Сюжет
Магги и Давид случайно сталкиваются на вокзале, они опоздали на поезд и им некуда пойти. Но у Давида есть НЗ, последние пять крон, а у Магги чемодан — без него в гостиницу нельзя, — и они отправляются в гостиницу армии спасения. Одна ночь любви и их дороги должны снова разойтись, но Давид хочет начать новую жизнь с Магги. Одна проблема — у них нет денег, им некуда идти и Магги подвернула ногу, и вот, взломав дверь, они забираются в пустующий летний домик.
Но и тут их ждала беда — вскоре в домик нагрянул хозяин домика господин Хоканссон. Давида хватает полиция и ему грозит два года тюрьмы, где он, как выяснилось перед этим, бывал неоднократно. Но Хоканссон передумал, он разрешает нежданным гостям остаться, не бесплатно, разумеется, он и даёт совет, где заработать денег на оплату — зеленщику нужен помощник.
Жизнь потихоньку налаживается: Давид работает у господина Андерсона, Магги обустраивает домик, у них появились друзья — пара бродяг и суровая почтальонша. Давид считает, что пора узаконить их отношения, но Магги гложут неясные сомнения. Хоканссон предлагает Давиду купить домик за каких-то тысячу крон. Дорого, однако Давид хочет ударить по рукам, но Магги снова против. В чём же дело? Магги сообщает Давиду, что она ждёт прибавления. Кто отец? Случайный встречный, каким был и Давид. Давида это совсем не устраивает. Но одиночество пугает его, ведь он никому не нужен на всем белом свете, кроме Магги. Все решено — они поженятся и купят домик. «Добродушный» пастор же другого мнения. «Нет, молодые люди, вы не готовы заключить брак — вы слишком бедны и ребёнок не может жить в летнем домике». Магги отправляют рожать в приют для беременных. Но заботы государства прошли даром, ребёнок родился мёртвым.
Потихоньку жизнь возвращается в прежнее русло. Магги и Давид греются в лучах солнца, пока их покой не нарушает господин Пюрман. Пустая формальность — «Подпишите бумаги», «Вы должны уехать», «Муниципалитет построит здесь теплицы». «А как же мы?» — «Меня это не касается». Давид в ярости и отвешивает господину пару оплеух. Давид оказывается в суде. Молодых людей пригвоздили словно мух к лабораторному стеклу, каждый миг их жизни извлечён наружу и ему дана соответствующая оценка. «Нет, это не благонадёжные граждане, они не достойны нашего общества». И тут на сцену выходит господин с зонтиком. Кто он и как его зовут, неизвестно — он появляется в самом начале фильма и выступает рассказчиком на протяжении всего фильма. Здесь, в суде, он будет адвокатом Давида.
Он сумел защитить Давида и его оправдывают. Господин Хоканссон снова проворачивает удачную сделку. Давиду не надо вносить последний платёж за домик, Господин Хоканссон аннулирует сделку. Давид согласен, а Хоканссон сообщает, что получит триста крон компенсации. Но Магги и Давиду уже все равно, они отправляются в путь. Главное, что они вместе.

## В ролях
- Барбро Колльберг — Магги[1]
- Биргер Мальмстен (швед. Birger Malmsten) — Давид
- Еста Седерлюнд (швед. Gösta Cederlund) — господин с зонтиком
- Людде Енцель (швед. Ludde Gentzel) — Хоканссон
- Дуглас Хоге (швед. Douglas Håge) — Андерссон
- Ердис Петтерсон (швед. Hjördis Petterson) — фру Андерссон
- Бенкт-Оке Бенктссон (швед. Benkt-Åke Benktsson) — прокурор
- Стюре Эриксон (швед. Sture Ericson) — «Шнурок»
- Ульф Юханссон (швед. Ulf Johansson) — «Взбивалка»
- Юлиа Сесар (швед. Julia Cæsar) — Ханна Ледин
- Гуннар Бьернстранд — господин Пюрман
- Эрик Русен (швед. Erik Rosén) — судья
- Магнус Кесстер (швед. Magnus Kesster) — Фольке Тернберг
- Оке Фриделль (швед. Åke Fridell) — пастор Берг

### Не указанные в титрах
- Эрланд Юзефсон — клерк в офисе пастора

## История создания
После провала дебютного фильма «Кризис» Бергман и не надеялся, что его родная студия «Свенск Фильминдастри» даст ему снять ещё один фильм, но судьба преподнесла подарок в лице свободного кинопродюсера Лоренса Мармстедта, у которого был заказ от объединения «Народные кинотеатры Швеции» на съёмки двух фильмов. Один из них по пьесе «Хорошие люди» норвежца Оскара Бротена Мармстедт поручил снять Бергману.
Уже написанный сценарий Херберта Гревениуса Бергман переписал в течение выходных, и вскоре съёмочная группа приступила к работе. Лоренс Мармстедт сам пригласил актёров и установил жёсткие сроки съёмок, а потом принимал самое непосредственное участие в создании картины.
Премьера состоялась 11 сентября 1946 года в кинотеатре «Астория». Фильм получил «умеренно-хвалебные отзывы критиков».